# Cantón de Bourgoin-Jallieu
El cantón de Bourgoin-Jallieu es una división administrativa francesa, situada en el departamento de Isère y la región Ródano-Alpes.

## Composición
El cantón agrupa 14 comunas:
- Bourgoin-Jallieu
- Châteauvilain
- Domarin
- Eclose-Badinières
- Les Éparres
- Meyrié
- Nivolas-Vermelle
- Ruy
- Saint-Chef
- Saint-Marcel-Bel-Accueil
- Saint-Savin
- Salagnon
- Sérézin-de-la-Tour
- Succieu